# Gerry Meehan
Gerald Marcus Meehan (Toronto, 3 settembre 1946) è un ex hockeista su ghiaccio e dirigente sportivo canadese.
Nel corso della propria carriera fu capitano, general manager e vice presidente dei Buffalo Sabres, squadra della National Hockey League.

## Carriera

### Giocatore
Gerry Meehan crebbe nella Ontario Hockey Association giocando con i Toronto Marlboros, squadra con cui vinse la Memorial Cup nel 1964 e nel 1967. Fu scelto nell'Amateur Draft del 1963 dai Toronto Maple Leafs in ventunesima posizione.
Nelle sue prime stagioni professionistiche cambiò squadra numerose volte: durante la sua permanenza con i Maple Leafs giocò in 
CHL con i Tulsa Oilers e in WHL con i Phoenix Roadrunners. Fra il 1969 e il 1970 militò nei Philadelphia Flyers, trascorrendo una stagione intera sempre in WHL con i Seattle Totems.
Nel 1970 lasciò Filadelfia dopo essere scelto nell'Expansion Draft dai Buffalo Sabres. Nell'ultima gara della stagione regolare 1971-72, grazie a una sua rete da quasi 25 metri a 4 secondi dal termine dell'incontro, Meehan eliminò proprio i Flyers dalla corsa ai playoff permettendo così ai Pittsburgh Penguins di qualificarsi.
Dopo aver giocato per i Vancouver Canucks e gli Atlanta Flames nel 1976 si trasferì ai Washington Capitals. Fu il primo giocatore nella storia della franchigia a raggiungere quota 100 punti, arrivando nella stagione 1976-77 al massimo in carriera con 64 punti in 80 partite di stagione regolare. Concluse la propria carriera nel 1979 dopo una breve apparizione in World Hockey Association con la maglia dei Cincinnati Stingers.

### Dirigente
Nel 1984 Meehan diventò il primo ex-giocatore dei Sabres a ricoprire un ruolo dirigenziale, diventando l'assistente di Scotty Bowman. Durante la stagione 1986-87 dopo l'addio di Bowman Meehan fu promosso general manager.
Durante la gestione di Meehan i Buffalo Sabres ingaggiarono numerosi giocatori di talento, fra cui la prima scelta assoluta al Draft 1987 Pierre Turgeon, il sovietico Aleksandr Mogil'nyj, Dale Hawerchuk, Pat LaFontaine e il portiere Dominik Hašek. Fra il 1993 ed il 1994 Meehan fu invece il vice presidente della franchigia. Per tre stagioni fu il capitano della squadra.

## Palmarès

### Club
- Memorial Cup: 2

Toronto Marlboros: 1964, 1967
- Adams Cup: 1

Tulsa: 1967-1968